# بيتروشاني
بيتروشاني تقع المدينة في مقاطعة هونيدورا في رومانيا , ويبلغ عدد سكانها 45447 نسمة وتبعد المدينة 370 كم عن العاصمة بوخارست وتبلغ مساحة المدينة 195.56 كم مربع .

## السياحة
تعتبر مدينة بيتروشاني منطقة سياحية جميلة حيث تحتوي على تلفريك ومناطق خاصة للتزلج .

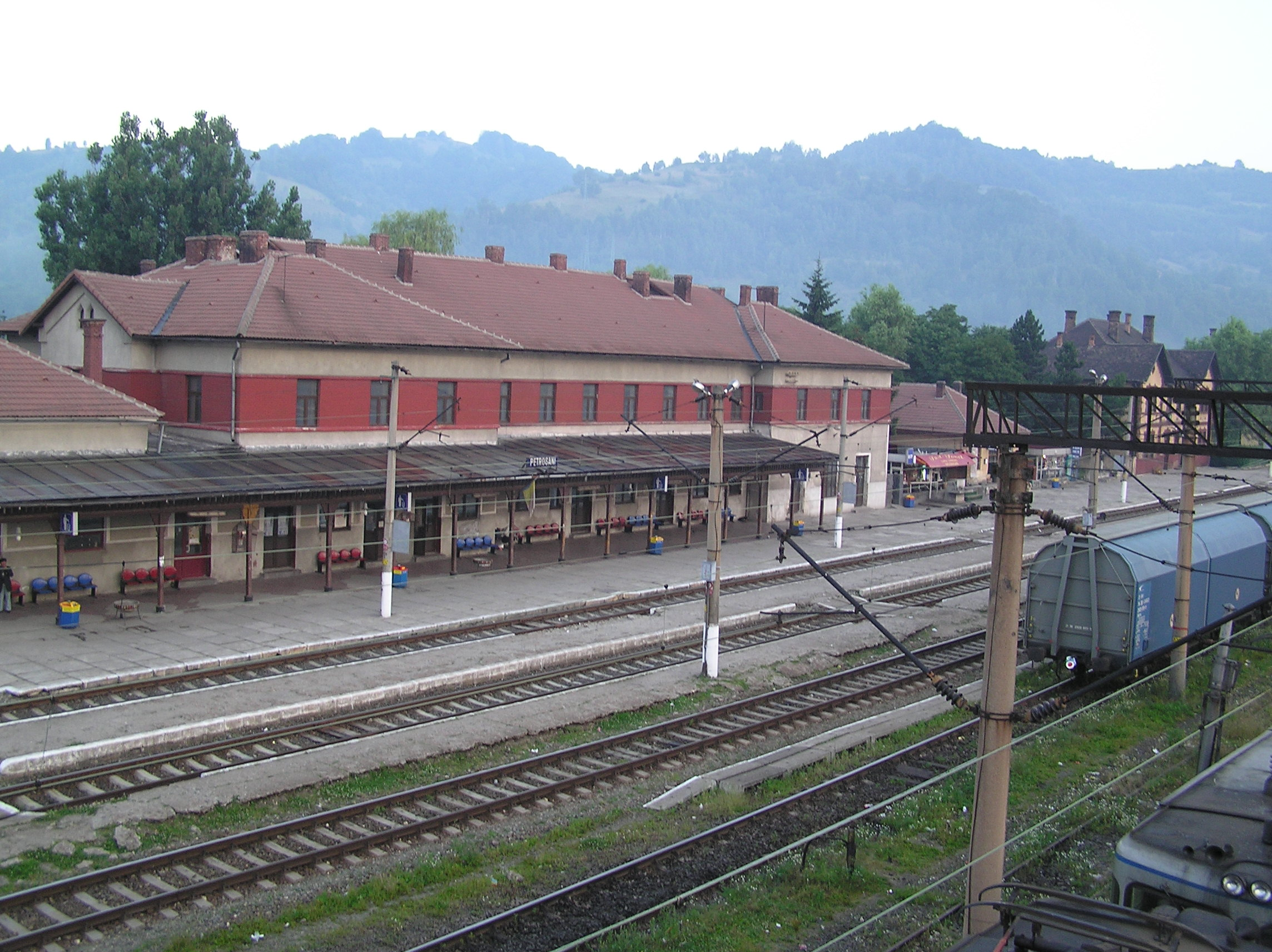
محطة قطار المدينة

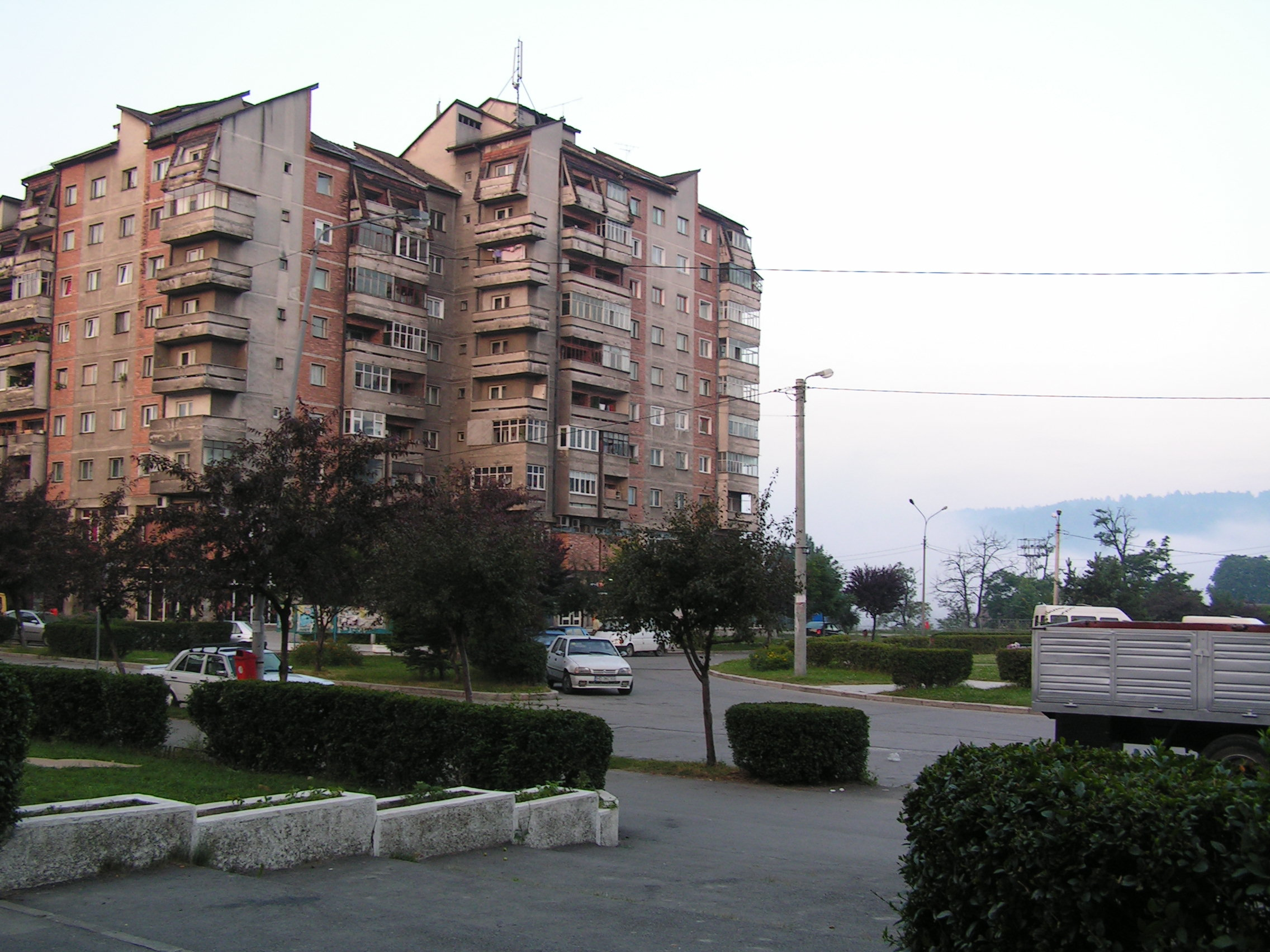
مبنى سكني في المدينة

## معرض صور

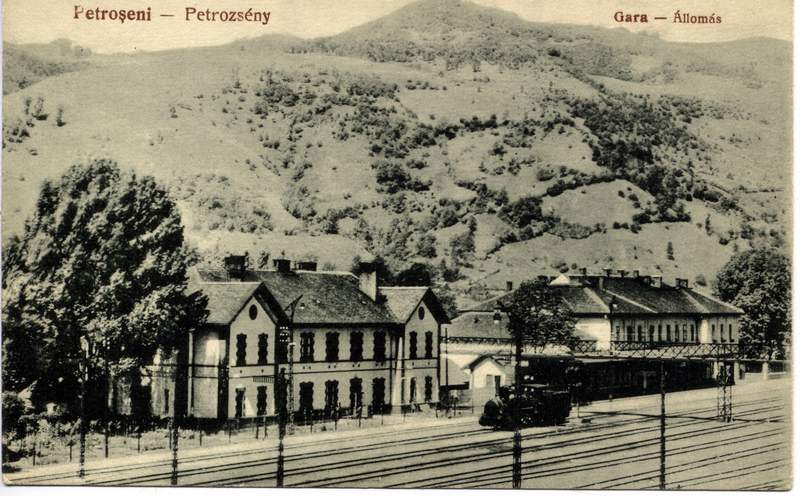
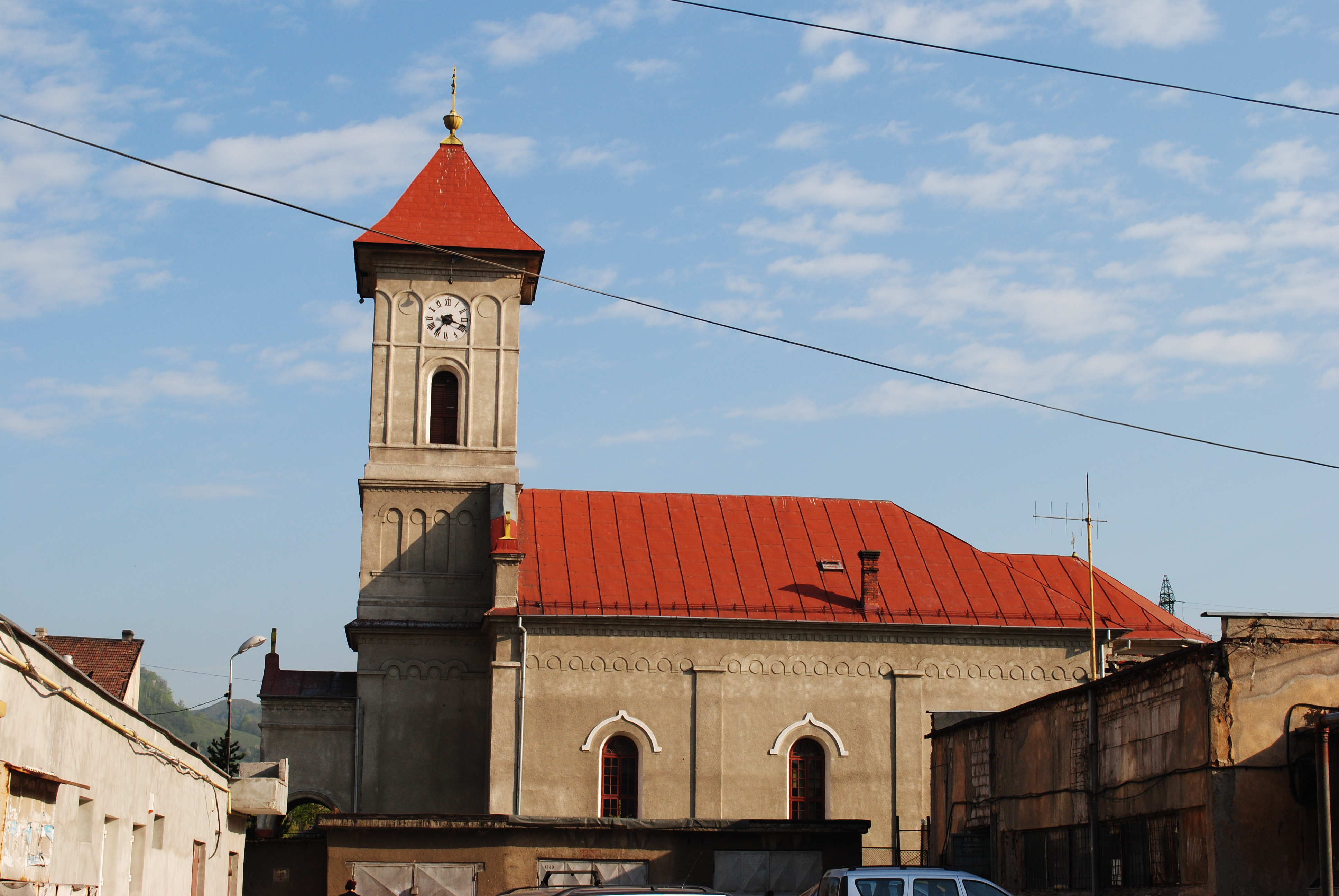
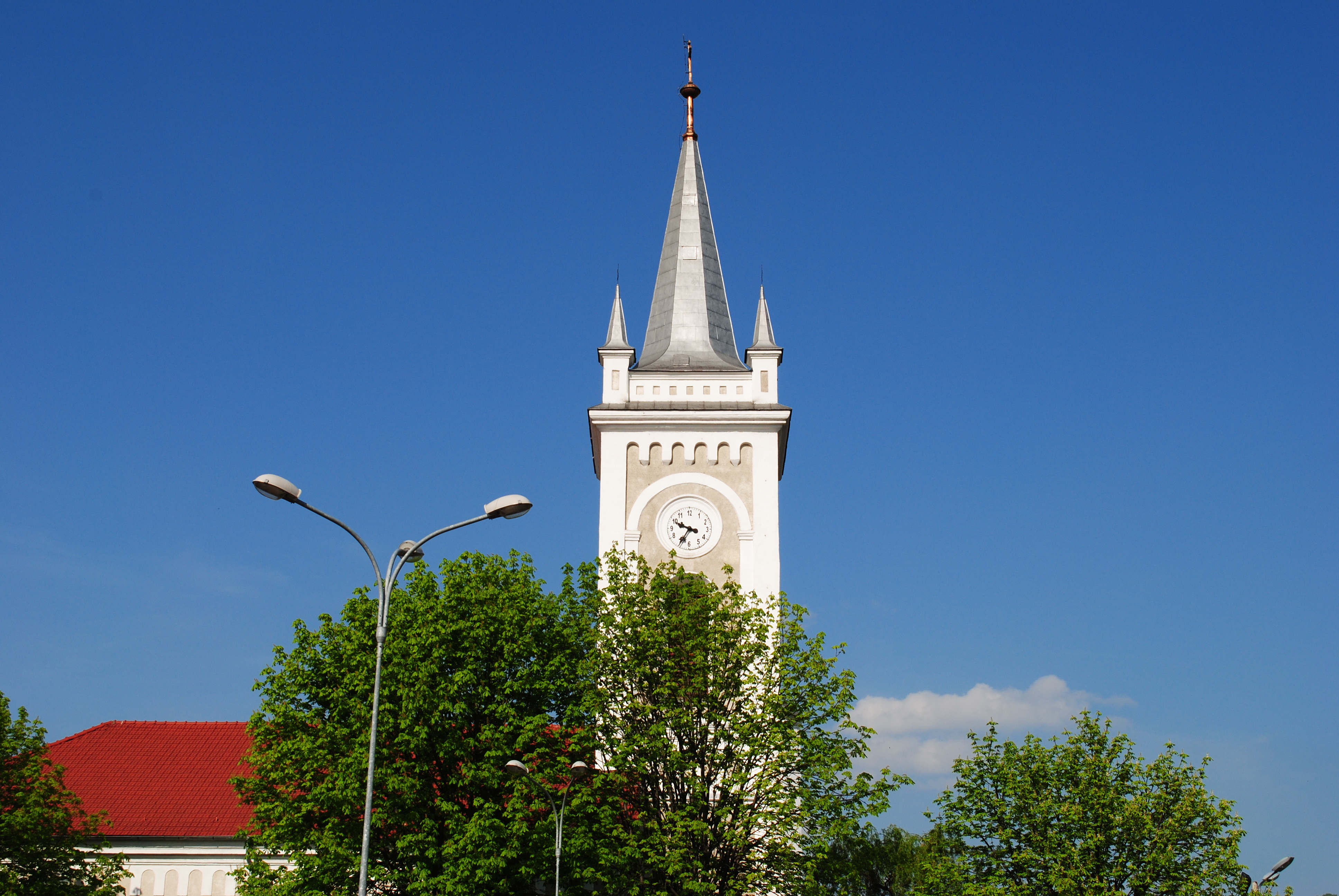
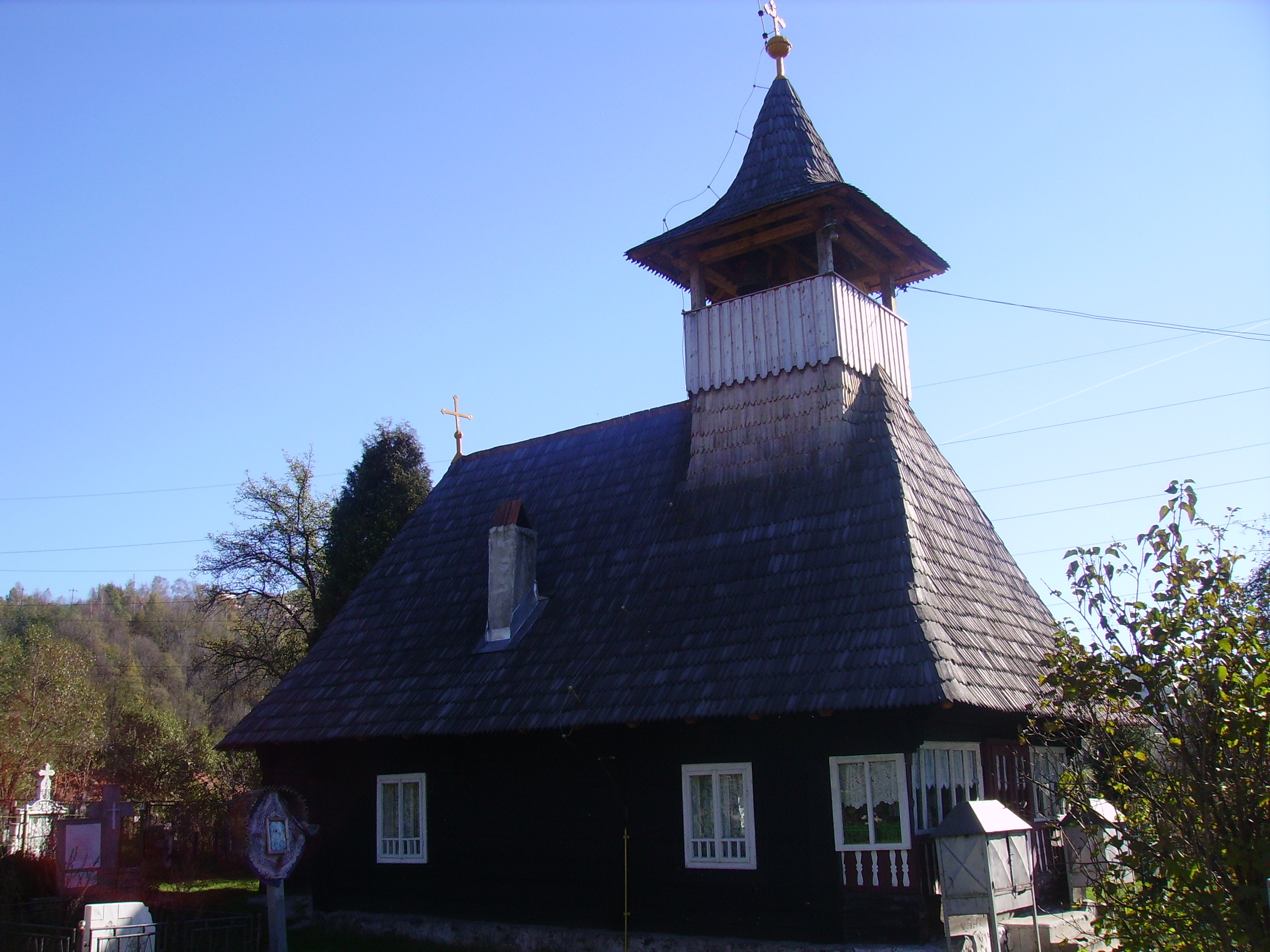
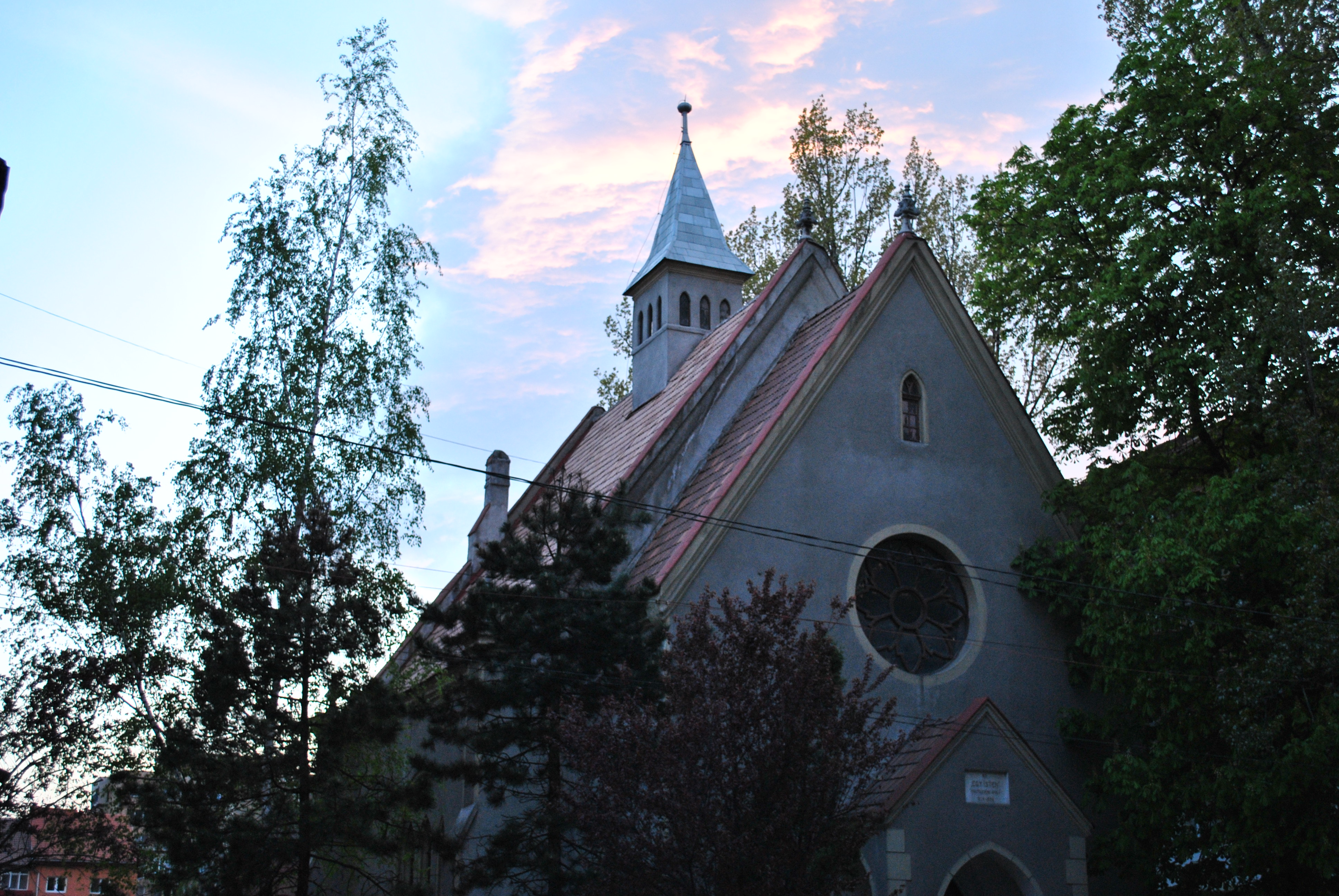
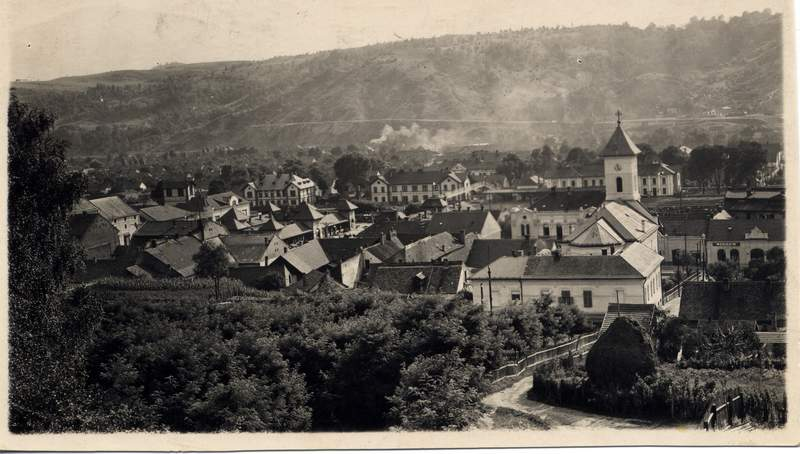

## أعلام
- باتريسيا فيزيتيو
- أليكس ليون